# Château de Barbaste
Le château de Barbaste est un château, situé place de la poste, à Barbaste en Lot-et-Garonne.

## Histoire
Le château a été construit dans la première moitié du XVIIe siècle, peut-être pour Carbon du Faulong qui a été intendant des chasses du roi de Navarre Henri III et commandant des tours de Barbaste en 1588.
Le château a été divisé en deux propriétés en 1841. La partie sud du château a été donnée en 1879 au bureau de bienfaisance de Barbaste et abrite aujourd'hui la poste. La partie nord a brûlé en 1933. Les deux ailes de dépendances perpendiculaires au logis et formant une cour en U à l'ouest comme on le voit sur le cadastre de 1837 ont été détruites
Le château a été inscrit au titre des monuments historiques le 12 septembre 1977,.